# سیریوکو زنیو کوکومین تاییکو نو کاتا

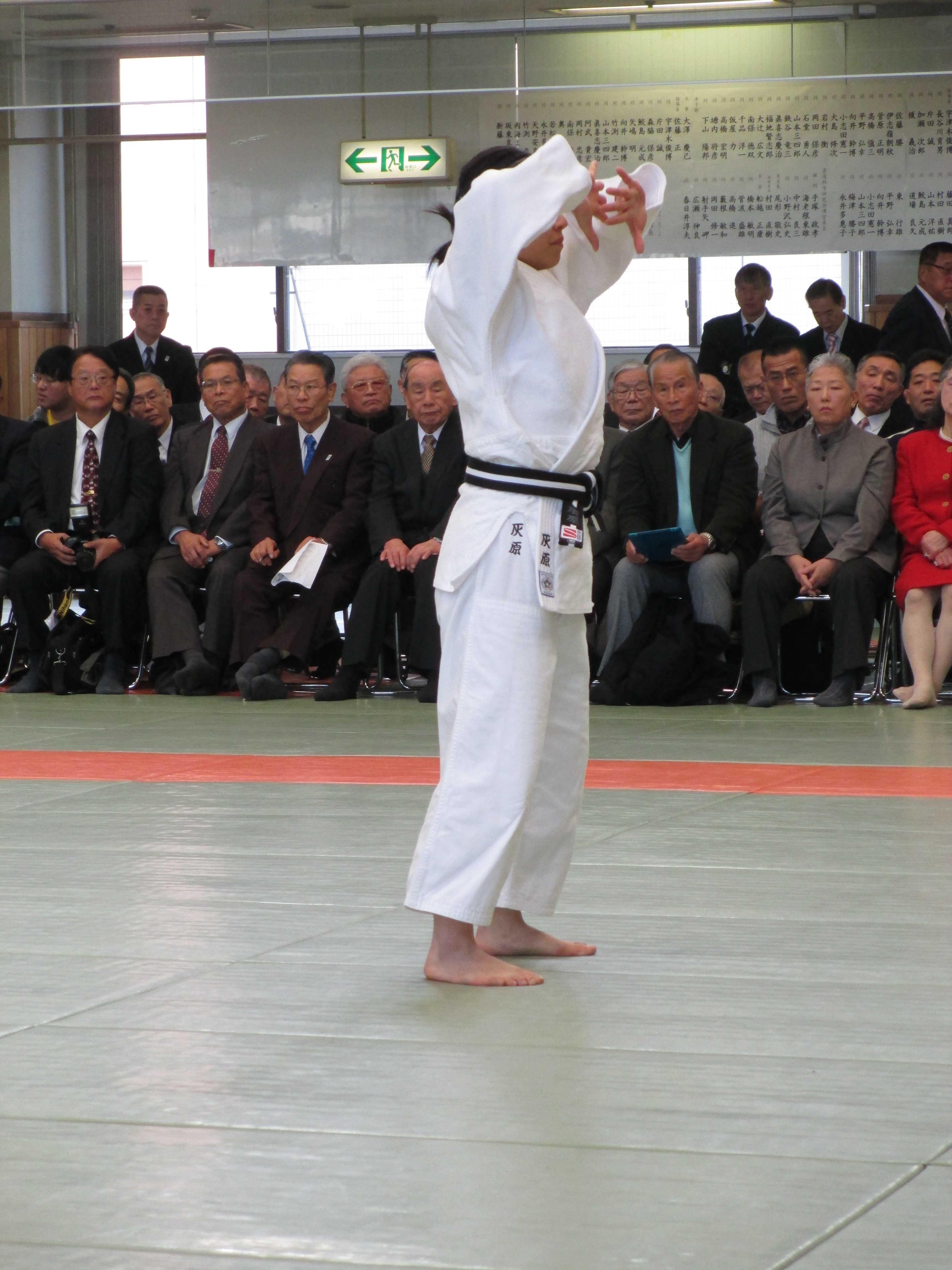
نمایی از فن «سیریوکو زنیو کوکومین تاییکو نو کاتا»

سیریوکو زنیو کوکومین تاییکو نو کاتا (به ژاپنی: 精力善用国家体育)-(به انگلیسی: Seiryoku Zen'yo Kokumin Taiiku no Kata) یکی از فنون و تکنیک‌های دستهٔ کاتا رشتهٔ ورزشی جودو است که در زیردستهٔ جودو دسته‌بندی می‌شود. 